# Antoni Horst
Antoni Horst (ur. 4 czerwca 1915 w Zakrzewie, zm. 14 lipca 2003) – polski naukowiec, lekarz, fizjolog i genetyk, w latach 1956–1959 rektor Akademii Medycznej w Poznaniu, członek rzeczywisty Polskiej Akademii Nauk.

## Życiorys
Był jednym z 12 dzieci Antoniego i Gertrudy. Szkołę powszechną ukończył w rodzinnym Zakrzewie, znajdującym się wówczas w Niemczech, gimnazjum w polskich Chojnicach. W 1934 roku rozpoczął studia na Wydziale Lekarskim Uniwersytetu Poznańskiego. W chwili wybuchu II wojny światowej do ukończenia studiów pozostał mu jeden trymestr i egzaminy końcowe. We wrześniu 1939 roku pracował w Szpitalu Przemienienia Pańskiego w Poznaniu. Podczas okupacji mieszkał i pracował w Warszawie, w 1944 roku ukończył studia na Tajnym Uniwersytecie Ziem Zachodnich. Uczestniczył w konspiracji, podczas powstania warszawskiego był zastępcą szefa sanitarnego obszaru centralnego Armii Krajowej. Odpowiadał za opiekę medyczną wysiedlanych szpitali i ludności Warszawy, korzystając ze środków Delegatury Rządu na Kraj zorganizował doraźną składnicę sanitarną.
Po zakończeniu wojny pracował w warszawskim Szpitalu Dzieciątka Jezus, gdzie był współpracownikiem profesora Witolda Orłowskiego. Jeszcze w 1945 roku przeniósł się do Poznania, gdzie uzyskał stopień doktora medycyny i otrzymał stanowisko adiunkta w II Klinice Chorób Wewnętrznych Uniwersytetu Poznańskiego organizowanej przez profesora Jana Roguskiego. Habilitację uzyskał w 1947 roku. Od 1950 roku był kierownikiem Zakładu Patologii Ogólnej i Doświadczalnej Akademii Medycznej w Poznaniu, w 1950 roku uzyskując stanowisko profesora nadzwyczajnego, a w 1956 tytuł profesora zwyczajnego. Także w 1956 roku został wybrany rektorem Akademii Medycznej. W 1963 roku utworzył na Akademii Medycznej Zakład Genetyki Człowieka, pierwszą tego typu placówkę naukową w Polsce. Otrzymał stypendium Fundacji Rockefellera na pobyt naukowy w Stanach Zjednoczonych. W 1969 roku został członkiem korespondentem, w 1980 roku członkiem rzeczywistym Polskiej Akademii Nauk. W 1974 roku zorganizował w Poznaniu Zakład Genetyki Człowieka PAN i został jego dyrektorem.
Był autorem ośmiu książek i ponad 250 publikacji naukowych, przewodniczącym Komitetu Patofizjologii Komórki PAN, członkiem Polskiego Towarzystwa Genetycznego, Polskiego Towarzystwa Immunologicznego, Polskiego Towarzystwa Histochemików i Cytochemików oraz Poznańskiego Towarzystwa Przyjaciół Nauk. Otrzymał doktorat honorowy Akademii Medycznej w Poznaniu i członkostwa honorowe towarzystw naukowych, do których należał. Był odznaczony między innymi Krzyżem Komandorskim (1957) i Gwiazdą do Krzyża Komandorskiego (1986) Orderu Odrodzenia Polski, Orderem Sztandaru Pracy II klasy (1978), Złotym Krzyżem Zasługi (1957), Medalem Komisji Edukacji Narodowej oraz przyznawanym przez PAN Medalem im. Mikołaja Kopernika.
Opublikował m.in. Ekologia człowieka (tom 291 serii wydawniczej Omega, Warszawa 1976).
Podczas wojny poślubił Marię Halinę Soboczyńską, również lekarkę, ich córką była m.in. profesor Wanda Horst-Sikorska.
Został pochowany na Cmentarzu Junikowo w Poznaniu (pole 5-5-37-3).

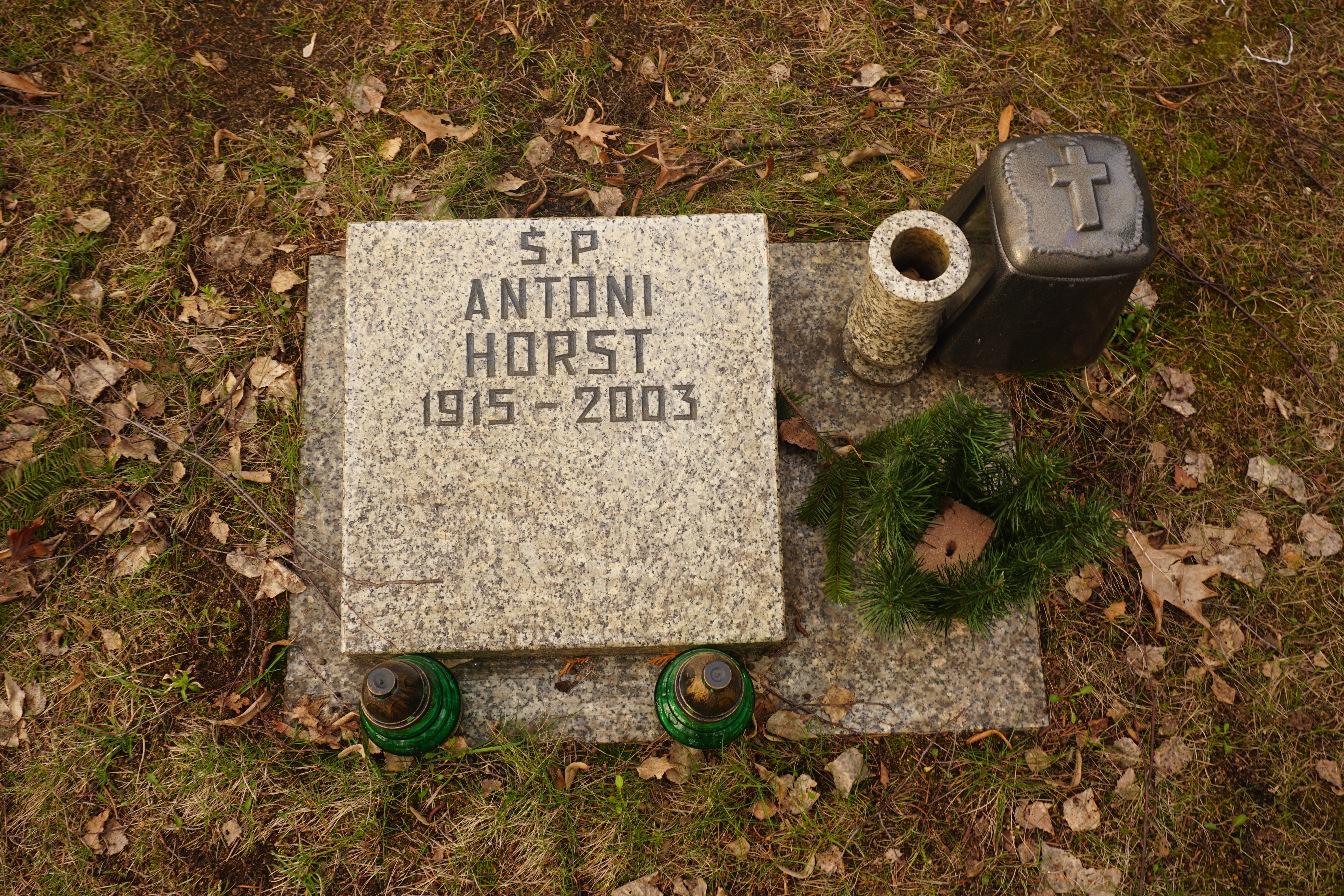
Grób prof. Antoniego Horsta na Cmentarzu Junikowskim